# Paul Hawken

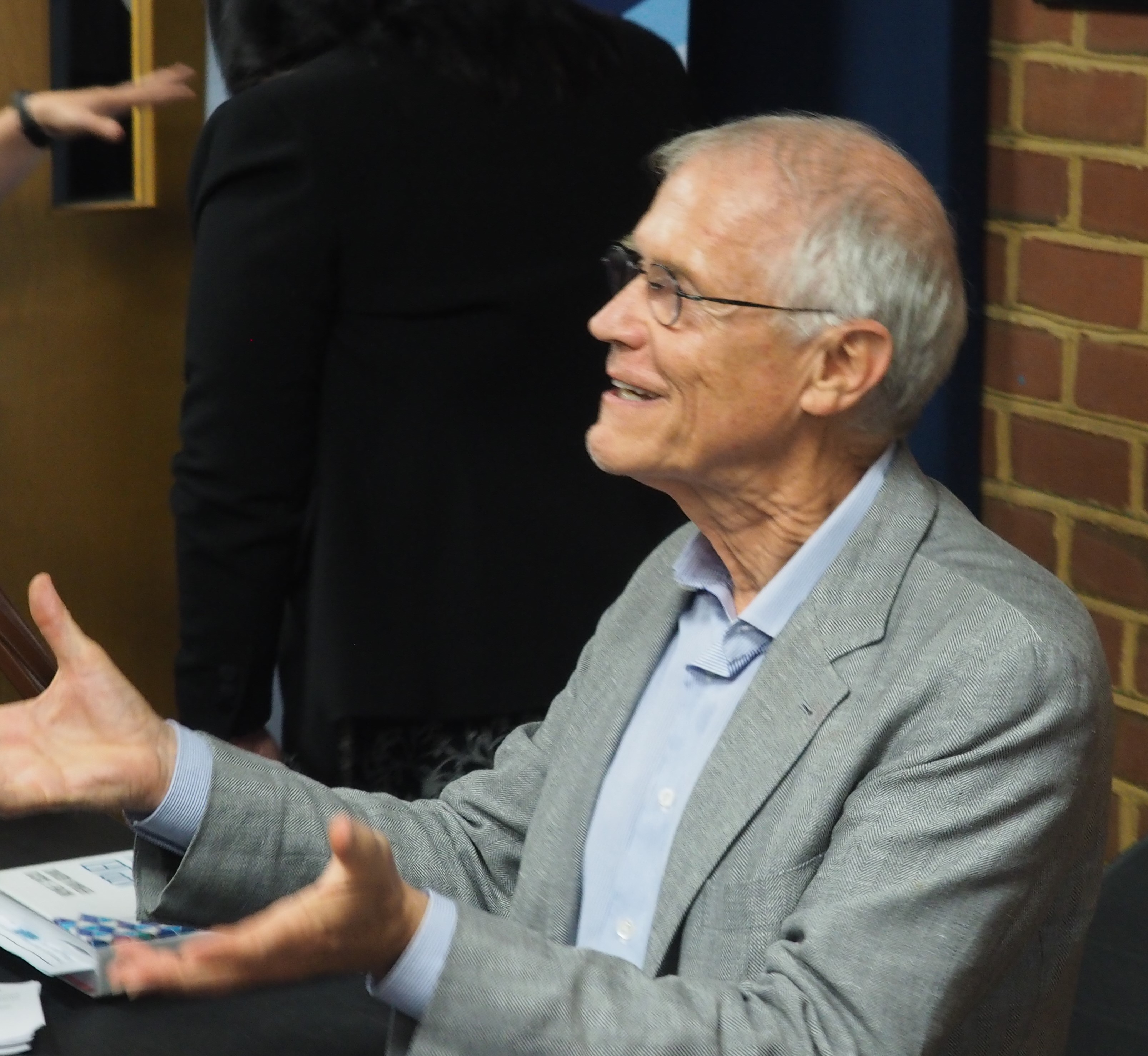
Paul Hawken, 2018

Paul Hawken (* 8. Februar 1946 in San Mateo (Kalifornien), Vereinigte Staaten) ist ein US-amerikanischer Umweltschützer und Bestseller-Autor.

## Leben
Im Alter von 20 zog er nach Boston und studierte makrobiotische Philosophie unter Michio Kushi und Aveline Kushi.
Er schrieb Hunderte von Artikeln, unter anderem für das Wall Street Journal, Newsweek, Washington Post, Business Week, Esquire und andere. Hauptsächlich befasst er sich mit ökologisch-ökonomischen Themen und setzt sich für nachhaltige Änderungen der Beziehungen zwischen Wirtschaft und Umwelt ein. Außerdem arbeitet er als Unternehmer und Unternehmensberater. Er gründete zwei Handelsfirmen für ökologische Produkte. 1992 wurde seine Firma Smith & Hawken mit dem Environmental Stewardship Award ausgezeichnet. Seine Bücher wurden in 26 Sprachen übersetzt und in über 50 Ländern verkauft. Paul Hawken ist Mitbegründer der internationalen Initiative The Natural Step (TNS).

## Ansichten
Paul Hawken fordert ein radikales Umdenken und eine neue Form des Wirtschaftens. Die Gesellschaft sollte die Dienstleistungen der Natur nicht länger ignorieren. Die Natur wurde seit dem 18. Jahrhundert in größerem Umfang von Menschen zerstört als in allen historischen Epochen zuvor. Alle Ökosysteme der Welt, Wälder, Steppen, Flüsse, Meere und sogar die Erdatmosphäre, sind in höchstem Maße gefährdet. Die Natur wird überall auf unserem Planeten zurückgedrängt und die erneuerbaren Ressourcen drohen sich zu erschöpfen. Nach seiner Ansicht befindet sich das Leben selbst auf dem Rückzug und wir laufen Gefahr, das natürliche Kapital der Erde zu verlieren, weil wir ihm keinen materiellen Wert zugestehen. Wir verhalten uns so, als wären die Dienste der Natur wertlos. Nach Paul Hawkens Meinung führt dies zu einem großen Desaster. Denn der Wert dieser natürlichen Dienstleistungen ist fast unendlich. Ein Wald liefert zum Beispiel nicht nur Holz und Sauerstoff, er bindet auch Kohlendioxid. Die Wurzeln der Bäume halten den Boden fest und schützen vor Erosion, Überschwemmungen und vielem mehr. Es gibt auf dieser Welt keine Technik, die dieses komplexe System des Planeten ersetzen kann.
Nach Aussage von Paul Hawken und anderen Wissenschaftlern, wie Frederic Vester und Robert Costanza, beliefe sich der Wert des natürlichen Kapitalstocks auf 400 bis 500 Billionen Dollar, wenn ein Preis für die Dienstleistungen der Natur angesetzt würde. Jedes Jahr liefert die Natur der menschlichen Gesellschaft einen Nutzen von 33 Billionen Dollar in Form von Früchten, die wachsen, Wasser, das in den Flüssen gereinigt wird, CO2, das von Pflanzen aufgenommen wird, und vielem mehr.
Bereits ca. ein Drittel dieses natürlichen Kapitals wurde von den Menschen zerstört. Arten wurden ausgerottet, Regenwälder gerodet, Ackerboden zerstört und die Luft verschmutzt. Pro Jahr würde jedem Menschen auf der Welt eine Summe von 70.000 Dollar vom natürlichen Kapital zur Verfügung stehen. Damit wird klar, wie viel natürliches Kapital noch zur Verfügung steht. Nach Paul Hawkens Meinung verwendet es die Menschheit jedoch rücksichtslos und ohne nachhaltigen Wohlstand zu generieren. Wenn alle Menschen dieser Welt, beim momentanen Ressourcenverbrauch Amerikas, mit dem gleichen Lebensstil und mit dem gleichen Wohlstand der Amerikaner leben würden, bräuchte man dafür 12 Erden.
Paul Hawken weist der Menschheit in seinen Werken einen Ausweg. Er stellt dem industriellen Kapitalismus sein Konzept des „Öko-Kapitalismus“ gegenüber. Darin wird allen Formen des Kapitals ein Wert zuerkannt. In ihrem Buch Kollaps oder Kreislaufwirtschaft zeigen die Autoren Paul Hawken, Amory Lovins und Hunter Lovins an einer Fülle von Beispielen, dass ein nachhaltiges, effizientes, natürliches Wirtschaftssystem möglich ist.
In seinem Buch „Wir sind der Wandel“ (engl. „Blessed Unrest“) vergleicht er „die Bewegung“, Hawkens Sammelbegriff für Einzelbewegungen in aller Welt, die sich für sozialen Wandel, Ökologie und die Rechte indigener Menschen einsetzen, mit einem „Immunsystem der Erde“: „Die gemeinsame Aktivität von Hunderttausenden gemeinnütziger Organisationen kann als das Immunsystem der Menschheit betrachtet werden, das uns vor schädlichen Einflüssen wie Korruption, wirtschaftlicher Fehlentwicklung und ökologischem Zerfall schützt.“

## Auszeichnungen
- Esquire Magazine Award für die besten 100 Menschen einer Generation, 1984
- One Hundred Visionaries who could Change our Lives, Utne Reader, 1995
- Creative Visionary Award, verliehen von der International Society of Industrial Design
- Green Cross Millennium Award for Individual Environmental Leadership, verliehen von Michail Gorbatschow, 2003
- Vier Ehrendoktorate

## Werke
- Regeneration: Ending the Climate Crisis in One Generation, Penguin, 2021, ISBN 978-0141998916
- Drawdown – der Plan: Wie wir die Erderwärmung umkehren können, Gütersloher Verlagshaus, 2019, ISBN 978-3579014722
- Wir sind der Wandel. Warum die Rettung der Erde bereits voll im Gang ist – und kaum einer es bemerkt, Verlag: Hans-Nietsch-Verlag (September 2010), ISBN 978-3939570905
- Kollaps oder Kreislaufwirtschaft. Wachstum nach dem Vorbild der Natur, Verlag: Siedler Verlag (Juli 2001), ISBN 978-3886806041
- Öko-Kapitalismus, Riemann Verlag (März 2000), ISBN 978-3570500101
- Der Zauber von Findhorn. Ein Bericht, Verlag: Hugendubel Heinrich GmbH, ISBN 978-3880340558
- Außer Kontrolle: Tagebuch der nicht Eingeladenen zum WTO-Gipfel in Seattle '99, Verlag: The Grüne Kraft, ISBN 978-3922708186